# Bremische Ehrenmedaille in Gold

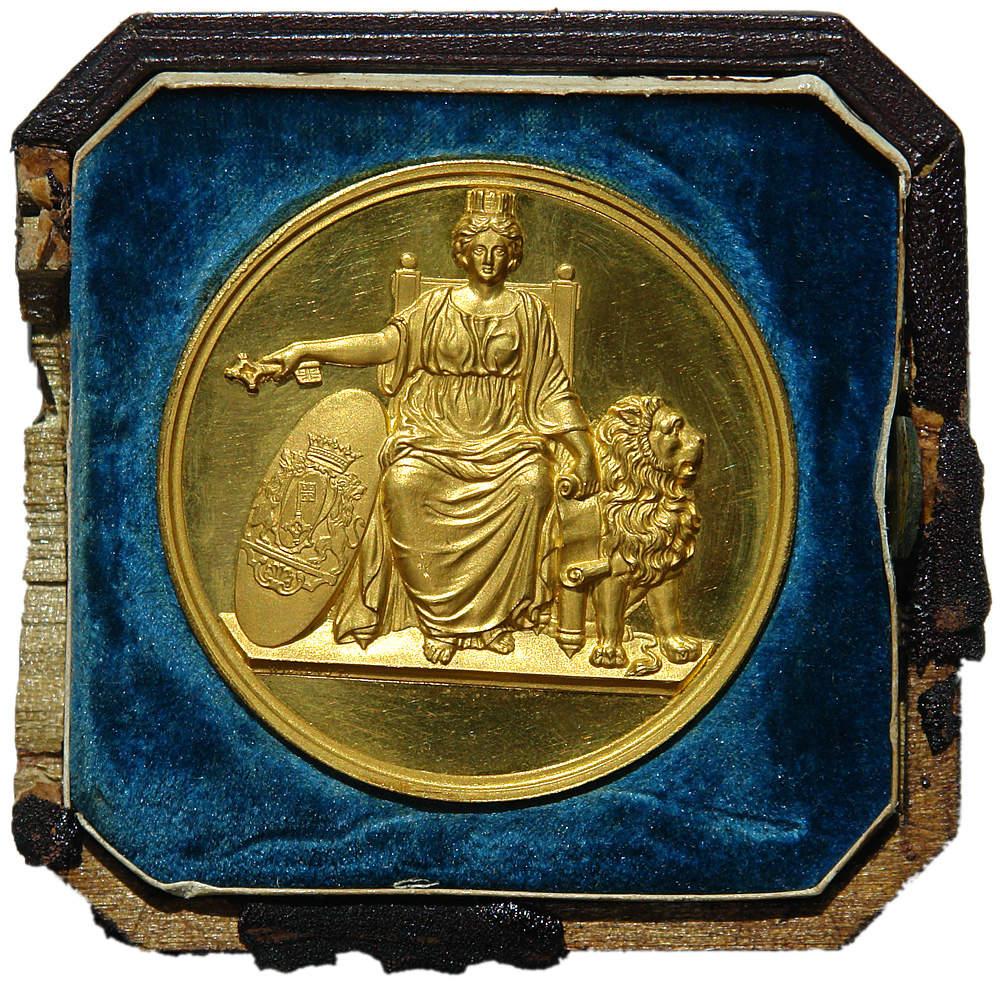
Bremische Ehrenmedaille von 1846 (im Schatullenfragment), verliehen an den Geldmakler Johann Martin Wolde (Qu: Focke-Museum)

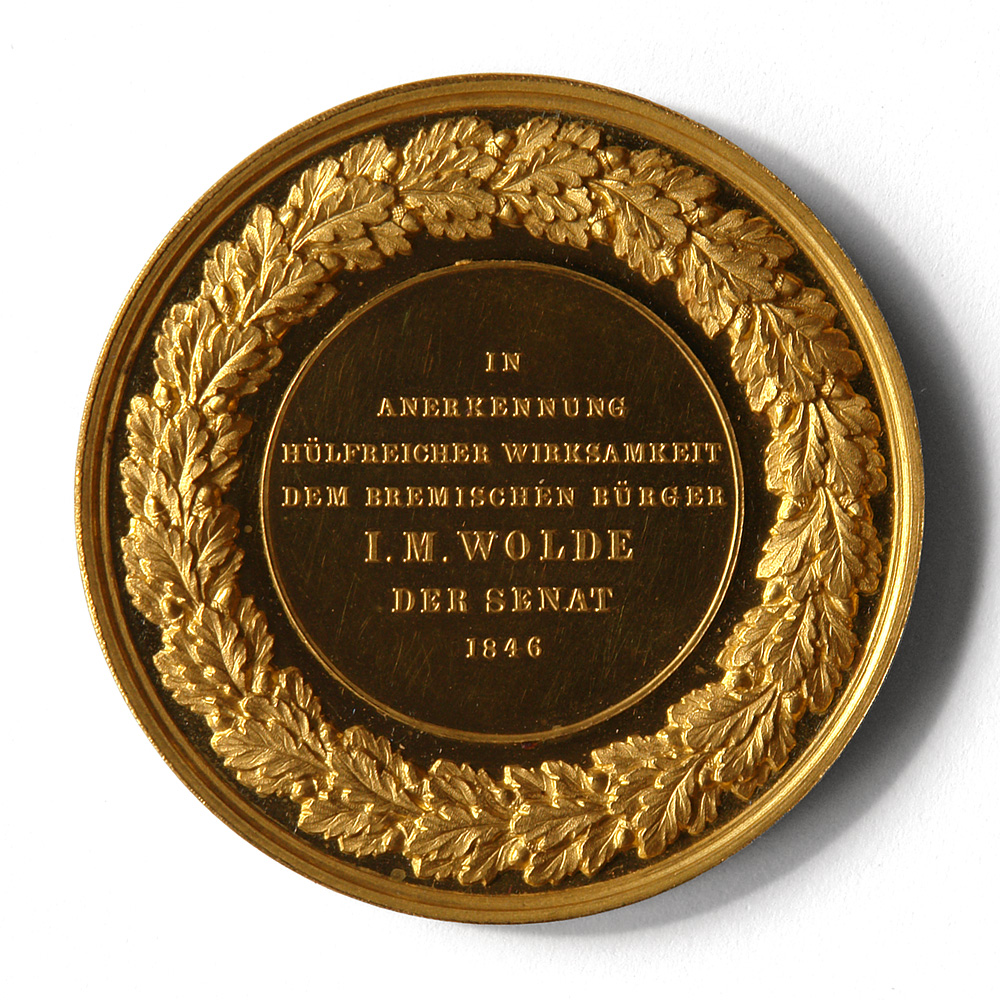
Rückseite mit Widmung

Die Bremische Ehrenmedaille in Gold ist die höchste Ehrung, die die Freie Hansestadt Bremen zu vergeben hat. Mit dieser Medaille ehrt der Senat Persönlichkeiten für ihre herausragenden Verdienste um das Gemeinwesen.
Die Auszeichnung ist bisher erst 25 mal verliehen worden, zuletzt am 7. November 2018 an Henning Scherf für Verdienste zum Wohle des Landes Bremen.

## Entstehung der Medaille
Orden wie in Preußen üblich, sind für Hanseaten inakzeptabel (noch heute nehmen öffentliche Amtsträger in den Hansestädten keine tragbaren Orden an). Deshalb war die selbständige Bremer Staatsregierung 1823 um eine adäquate Ehrung zum Dank für herausragende Verdienste um das Gemeinwesen bemüht und hat um deren Gestaltung gerungen. Einige Entwürfe, darunter auch von renommierten Künstlern wie Adolph Menzel, wurden verworfen. Erst 13 Jahre später dann kamen der Künstler Theodor Neu und der Bremer Silberschmiedemeister Wilkens zum Zuge.
Eine „umfunktionierte Göttin“ in Gold – angeblich war Rhea, eine der Titaninnen aus den vatikanischen Museen, Vorbild für eine sitzende „Brema“ mit bremischem Wappenschlüssel statt des Zepters und einer Gesetzesrolle statt Pauke. Neben ihr ein gotischer Wappenschild mit Staatswappen, auf der anderen Seite sitzend ein Löwe als Symbol der Macht. Die Rückseite mit je individueller Widmung ziert eine Eichenlaub-Girlande. Diese erste „Bremische Ehrenmedaille in Gold“ wurde 1843 an Bürgermeister Johann Smidt vergeben, an den Gründer Bremerhavens und den Staatsmann, der auf dem Wiener Kongress 1814/15 Bremens Selbständigkeit erfolgreich verteidigt hat.

## Liste der Medaillenträger
| Lfd. Nr. | Name                                                    | Begründung | Jahr |
| -------- | ------------------------------------------------------- | --- | ---- |
| 1        | Bürgermeister Johann Smidt                              | Gründer der Stadt Bremerhaven | 1843 |
| 2        | Vincent Rumpff                                          | Hanseatischer Ministerresident in Paris | 1844 |
| 3        | Geldmakler Johann Martin Wolde                          | Wunstorf–Bremer Eisenbahn | 1846 |
| 4        | Schiffskapitän Meinhard Rooderkerk                      | Rettung der Mannschaft einer im englischen Kanal gesunkenen Bremer Brigg | 1847 |
| 5        | Kaufmann Carl Theodor Gevekoht                          | Verhandlungen in New York, Dampfschiffahrtslinie Bremen–New York | 1847 |
| 6        | Leutnant Matthew Fontaine Maury                         | Verdienste um Schifffahrt auf dem Nordatlantik | 1855 |
| 7        | Kaufmann Hermann Henrich Meier                          | Gründer der Bremer Bank und des Norddeutschen Lloyd | 1866 |
| 8        | Kaufmann Christoph Papendieck                           | Förderung von Handel und Gewerbe im Rahmen der Nordwestdeutschen Gewerbe- und Industrieausstellung | 1890 |
| 9        | Kaufmann Johann Heinrich Theodor Claussen               | Präsident der Bremischen Bürgerschaft von 1876 bis 1900 | 1900 |
| 10       | Kaufmann Franz E. Schütte                               | Wiederherstellung des Doms | 1901 |
| 11       | Oberbaudirektor Ludwig Franzius                         | Planung und Durchführung der Weserkorrektion und den Bau der Handelshäfen in Bremen | 1903 |
| 12       | Gesandter Karl Peter Klügmann                           | Jahrelange Vertretung der Interessen der Hansestädte beim Deutschen Reich | 1913 |
| 13       | Kaufmann Alfred Lohmann                                 | Rückkehr des Handelsunterseebootes „Deutschland“ aus Amerika | 1916 |
| 14       | Bürgermeister Theodor Spitta                            | Schöpfer der Landesverfassungen von 1919/1947 | 1956 |
| 15       | Senator Dr. Hermann Apelt                               | Wiederaufbau der bremischen Häfen nach dem Kriege | 1956 |
| 16       | Bürgermeister Adolf Ehlers                              | Verdienste um die Freie Hansestadt Bremen | 1963 |
| 17       | Präsident des Senats und Bürgermeister Wilhelm Kaisen   | Verdienste um die Freie Hansestadt Bremen | 1965 |
| 18       | Präsident des Senats und Bürgermeister Willy Dehnkamp   | Verdienste um die Freie Hansestadt Bremen | 1973 |
| 19       | Bürgermeisterin Annemarie Mevissen                      | Hervorragende Verdienste als Senator für Soziales, Jugend und Sport, insbesondere für den Aufbau und Ausbau einer richtungsweisenden Jugend- und Sozialarbeit                                                                       | 1975 |
| 20       | Bundespräsident Prof. Dr. Karl Carstens                 | Hervorragende Verdienste als enger Berater von Bürgermeister Wilhelm Kaisen, als erster Bevollmächtigter der Freien Hansestadt Bremen beim Bund und für die Unterstützung bei der Sicherung der Selbstständigkeit des Landes Bremen | 1984 |
| 21       | Präsident des Senats und Bürgermeister Hans Koschnick   | Hervorragende Verdienste um die Freie Hansestadt Bremen auf nationaler und internationaler Ebene | 1994 |
| 22       | Bremerhavener Oberbürgermeister und Senator Karl Willms | Hervorragende Verdienste um die Freie Hansestadt Bremen, ihre Städte Bremen und Bremerhaven | 2000 |
| 23       | Präsident des Senats und Bürgermeister Klaus Wedemeier  | Hervorragende Verdienste um die Freie Hansestadt Bremen, ihre Städte Bremen und Bremerhaven | 2004 |
| 24       | Kaufmann Klaus J. Jacobs                                | Herausragendes soziales Engagement im Bereich Jugendförderung und beispielgebendes Mäzenatentum zum Wohle der Wissenschaft | 2007 |
| 25       | Präsident des Senats und Bürgermeister Henning Scherf   | Für Verdienste zum Wohle des Landes Bremen | 2018 |